# Ходоров, Фрэнк
Фрэнк Ходоров (англ. Frank Chodorov; 15 февраля 1887 года, Нижний Манхэттен, Нью-Йорк — 28 декабря 1966 года, Нижний Манхэттен, Нью-Йорк), при рождении Фишель Ходоровский (англ. Fishel Chodorowsky) — один из виднейших деятелей американского консервативного движения «Старых Правых (США)» (англ. «Old Right» (United States)), сочетавшего себе принципы классического либерализма и либертарианского консерватизма. Отстаивал невмешательство и призывал к (политике невмешательства) Федерального правительства США во внешней политике Соединённых Штатов Америки (Политика невмешательства США), выступал против принятия «Нового Договора» 32-го президента Франклина Рузвельта и критиковал вступление Соединённых Штатов Америки во Вторую Мировую войну. Ральф Рэйко, американский историк классического либерализма и профессор истории из Колледжа Штата Буффало, называл Фрэнка Ходорова "одним из последних величайших представителей «Старых Правых».

## Ранние годы жизни
Фрэнк Ходоров родился 15 февраля 1887 года в Нижнем Манхэттене в Нью-Йорке, он был одиннадцатым ребёнком в семье еврейских иммигрантов, приехавших в США из России. Во время обучения в колледже, Ходоров увлёкся анархизмом:
«Я не знаю, принимал ли я Кропоткина и Прудона (sic) потому, что они предоставили мне аргументы для опровержения социалистов в университетском городке или потому, что они много писали об индивидуализме, который, кажется, укоренился в моей природе. Во всяком случае, я испытал крепкую любовную связь с анархизмом, которая была прервана только тогда, когда я изучил экономические доктрины других школ анархизма, существовавших тогда. Все они смутно смотрели на институт частной собственности, без которого, как мне казалось, даже тогда, индивидуализм был бы бессмысленным» (Out of Step: The Autobiography of an Individualist (New York: Devin-Adair, 1962. p. 104)

Фрэнк Ходоров окончил Колумбийский университет в 1907 году, затем в поисках работы начал ездить по всей стране. Работая в Чикаго с 1912 по 1917, он познакомился с работой «Прогресс и бедность» американского экономиста Генри Джорджа. Перечитав книгу несколько раз, увлёкся идеями джорджизма:
«Когда я вернулся в Нью-Йорк в 1917 году (я читал „Прогресс и бедность“ в Чикаго), мне довелось встретиться с группой, которая называла себя „Партия единого налога“. Хотя я ничего не знал о политике и инстинктивно не доверял политикам, мне понравилась простота „Партии единого налога“ и преданность её членов, и я погрузился в её работу на несколько лет» (Out of Step: The Autobiography of an Individualist (New York: Devin-Adair, 1962. p. 104)
Из воспоминаний самого Ходорова — эта работа произвела на него огромное впечатление. После Ходоров запишет, что: «перечитывал книгу несколько раз, и каждый раз я замечал про себя, что склоняюсь к делу». По словам Ходорова:
«Генри Джордж был для меня апостолом принципов индивидуализма, который не только указывал на важность института частной собственности, но и обращал внимание на важность капитала, как одного из средств развития человеческой цивилизации. Помимо этого Генри Джордж подчеркивал важность добровольной кооперации и сотрудничества между гражданами в условиях свободного рынка, противопоставляя этому деградацию и вырождение общественных институтов, подчиненных государственному руководству и социалистическому производству. Философия Генри Джорджа — философия свободы предпринимательства, свободы торговли и свободы человека».

## Школа Генри Джорджа
В 1937 году Фрэнк Ходоров становится директором Школы Социальных Наук им. Генри Джорджа в Нью-Йорке.. Занимая пост директора института, Ходоров основал (совместно с Уиллом Лисснером, журналистом Таймс и основателем «Американского журнала Экономики и Социологии», созданного в 1941 году в качестве форума для продолжения обсуждения вопросов, поднятых Генри Джорджем) научно-методический журнал «The Freeman», в котором публиковались Альберт Джей Нок (основатель более раннего журнала, также называемого «The Freeman»), Джон Дьюи, Бернард Шоу, Бертран Рассел, Линкольн Стеффенс и Торстейн Веблен. Фрэнк Ходоров использовал журнал чтобы выражать свои антивоенные взгляды:
Ежедневно мы должны повторять себе как „Отче Наш“, правду о том, что война является причиной обстоятельств, приводящих к бедности; что война ничем не оправдана; что никакая война не приносит пользы людям; что война — это инструмент, в соответствии с которым, имущие наращивают свое влияние на неимущих; что война повсеместно уничтожает свободу.
С наступлением Второй мировой войны такие взгляды больше не допускались: сочинения Ходорова вызывали смятение у некоторых членов школьного совета и его вынудили уволиться вскоре после бомбардировки Перл-Харбора.
Ходоров был вытеснен из школы в 1942 году. Он писал, что «мне показалось, что единственное, что мне нужно сделать, — это выбить свои мозги, что я, возможно, сделал бы, если бы рядом со мной не было Альберта Джея Нока». Альберт Нок пережил подобную «военную лихорадку» во время Первой мировой войны, когда в качестве редактора антивоенного журнала «The Nation» он видел, как этот журнал был запрещён в США администрацией Вудро Вильсона.
Одно из заключительных действий, которое Фрэнк Ходоров должен был выполнить в качестве редактора журнала Школы социальных наук Генри Джорджа, «The Freeman» в декабре 1942 года, (не следует путать с «The Freeman» Альберта Джея Нока, 1920-24 или более поздним «The Freeman», который был начат Генри Хэзлиттом, Джоном Чемберленом и Сюзанной Лафоллетт, а затем перешёл во владение FEE), Ходоров должен был переиздать классический антимилитаристский трактат Генри Джорджа «Наши потребности во флоте».
Школа Генри Джорджа продолжит публиковать The Freeman в течение некоторого времени, прежде чем переименует его в The Henry George News. Но с начала 1950-х годов «Фонд экономического образования», под руководством Леонарда Рида, издаёт свой собственный журнал под названием The Freeman.

## Работы Фрэнка Ходорова[21]

### Книги
- The Economics of Society, Government and State (1946) New York: Analysis Associates, 1946. Only a limited number of this title were distributed. [22][23]
- One is a Crowd: Reflections of an Individualist (1952) New York: Devin-Adair, 1952. Introduction by John Chamberlain. [24][25]
- The Income Tax: Root of All Evil (1952) New York: Devin-Adair, 1954. Foreword by J. Bracken Lee.[26][27][28][29][30][31]
- The Rise & Fall of Society: An Essay on the Economic Forces That Underline Social Institutions (1959) New York: Devin-Adair, 1959. Foreword by Frank S. Meyer.[32][33][34][35]
- Out of Step: The Autobiography of an Individualist (1962) New York: Devin-Adair, 1962. Introduction by E. Victor Milione. [36][37]

### Памфлеты
- From Solomon’s Yoke to the Income Tax. Chicago: Human Events Associates, 1947.
- Taxation Is Robbery (This article was originally published in 1947 as a pamphlet from Human Events Associates)[38][39][40][41][42][43][44]
- The Myth of the Post Office. Hinsdale, III.: Henry Regnery Company, 1948.
- Private Schools: The Solution to America’s Educational Problem. New York: National Council for American Education, n.d.
- Source of Rights. Irvington-on-Hudson, N.Y.: Foundation for Economic Education, 1954.[45][46]
- Flight to Russia. Colorado Springs, Colo.: Freedom School, 1959.
- Debunking the State. Alexandria, Va.: Audio-Forum, n.d. This is an audio cassette of a talk Chodorov gave.

### О налогах
- Socialism via Taxation (1946)[47]
- Argues that taxation is an act of coercion and if pushed to its logical limits will result in Socialism (1946)[48][49][50]
- From Solomon’s Yoke to the Income Tax. Chicago: Human Events Associates, 1947.
- Taxation Is Robbery (This article was originally published in 1947 as a pamphlet from Human Events Associates)[38][39][40][41][42][43][44]
- Time for Another Revolution (1952) The income tax betrayed the American Revolution[51]
- The Income Tax: Root of All Evil (1952) New York: Devin-Adair, 1954. Foreword by J. Bracken Lee.[52][27][28][29][30][31]

### Работы в Школе[53]
- Frank Chodorov to Francis I. Du Pont, December 3, 1937
- Letter from the U.S. Treasury Department, November 30, 1938
- A. Mansen to Frank Chodorov, July 31, 1939
- Mrs. Roswell Skeel, Jr. to Frank Chodorov, September 20, 1939
- Rusby to Frank Chodorov, January 27, 1941
- Frank Chodorov to Fellow Schoolman, [circa 1940]
- «Taxes and Rent» Freeman (September 1939)
- «A Century of Rhinelanderism» Progress Guide (October 1945)
- «New War Between the States» March of Progress (March 1946)
- «Socialism—Abundance or Ruin» March of Progress (April 1946)
- The Economics of Society, Government and State (New York, 1946)
- From Solomon’s Yoke to the Income Tax (Hinsdale, IL: The Human Events Pamphlets, 1947)
- Taxation is Robbery (Chicago: Human Events Associates, 1947)
- The Myth of the Post Office (Hinsdale, IL: Henry Regnery Company, 1948)
- «Storm Over Pasadena» Human Events (June 13, 1951)
- «About Me» The Freeman (July 1954)
- «Gentle Nock at Our Door» Faith and Freedom (February 1955)
- «Land Speculation Endangers the Economy» Human Events (December 15, 1960)
- «More Trade—More Jobs» March of Progress
- Frank Chodorov to Committee on Research
- «The Unpredictable Mr. Nock’s „Henry George“»
- "Return Revolution, " reprinted from Analysis
- Private Schools. The Solution to America’s Educational Problem (New York National Council for American Education)
- «On False Advertising» The Freeman
- «Education for a Free Society» Scribner’s Commentator[10]

### Периодика
- The Freeman (monthly, November 1937-March 1942). Chodorov was initially the publisher and then the editor of the magazine of the Henry George School of Social Science.
- Analysis (monthly, November 1944-January 1951). Chodorov was editor and publisher.
- Human Events (1947-60).  Between March 1951 and June 1954 Chodorov was associate editor; thereafter he wrote less frequently as a contributing editor.
- Plain Talk (1949-50).
- The Freeman (1950-54). This reincarnation of the workhorse of the libertarian movement was edited by Henry Hazlitt, Suzanne La Follette, and John Chamberlain.
- Faith and Freedom (1951-52).
- The Freeman (1954-60). Published by the Foundation for Economic Education and edited by Chodorov from July 1954 until 1956.
- National Review (1956-60). For this biweekly Chodorov wrote a number of articles and book reviews. He was listed on the masthead from the founding of National Review until his death in 1966.
- Fragments (1963-66). Chodorov was an editor of this magazine started by friends. Although he did contribute a few small original pieces, his participation consisted mostly of reprints of his articles and «being there.» Fragments was largely inspired by his writings over the years.

### Сборники
- Fugitive Essays (1980) Selected Writings of Frank Chodorov (1980) [54][55][56][57][58]

## Издание «Analisis»
Ходоров публиковал свои статьи в самых различных журналах, в том числе в журнале Генри Льюиса Менкена «The American Mercury», в журнале «The Saturday Evening Post» и «Scribner’s Magazine». В 1944 году он запустил четырёхстраничное широкоформатное ежемесячное общественно-политическое издание под названием «Analisis», которое описывалось как «индивидуалистическое издание — единственное в своём роде в Америке». Мюррей Ротбард, на страницах своего издания «Left and Right» назвал «Analisis» — «одним из лучших, хотя, несомненно, самым заброшенным, из „небольших журналов“, которые когда-либо были опубликованы в Соединённых Штатах Америки».
В 1951 году «Analisis» был объединён с Human Events, базирующимся в Вашингтоне издательством, основанным в 1944 году Феликсом Морли, Фрэнком Ханигеном и Генри Регнери. Ходоров стал ассоциированным редактором Human Events и оставался там до 1954 года, когда Леонард Рид выбрал его в качестве редактора обновлённой версии журнала «The Freeman», который недавно приобрела Irvington Press (дочерняя компания FEE).
Наряду с работами Альберта Нока на Фрэнка Ходорова оказало влияние «Государство» Франца Оппенгеймера: Для Ходорова общество было свободным и добровольным взаимодействием людей, и именно благодаря этим взаимодействиям люди и цивилизации процветали. «Общество - это экономический, а не политический феномен. … Рынок создаёт общество ». Государство, заметил Ходоров, является институциональным воплощением политического и использует силу для достижения своих целей. Это ничего не добавляет к материальной или духовной основе цивилизации. Все, что имеет государство, оно должно брать из производительных слоёв общества. Это означает, заключил Ходоров, что «между государством и индивидуумом, всегда есть решительная борьба, как перетягивание каната: любая власть, которую приобретает один, должна причинять ущерб другому». (Chodorov, Frank (1949). «The Cardinal Crime». Analysis. Frank Chodorov. 1949 (March): 2.)

## Журнал «The Freeman»
К началу 1950-х годов Ходоров уже хорошо зарекомендовал себя как писатель-индивидуалист высочайшего качества. По его мнению, движение, которое он помог сохранить и сформировать в 1940-х годах, не было консервативным — оно было индивидуалистическим. В письме 1956 года в «National Review» Фрэнк Ходоров заявлял: «Что касается меня, я буду бить любого, кто называет меня консерватором, в нос. Я радикал.»
В 1954 году Ходоров снова стал редактором «The Freeman» в новом воплощении, возрождённом под эгидой Фонда Экономического Образования (FEE). В течение нескольких лет он писал отдельные статьи для серии «Эссе о Свободе», начав с 1-го тома в 1952 году. Он помогал Уильяму Фрэнку Баклею и Вильгельму Шламму в вопросе о том, должны ли индивидуалисты поддерживать интервенционизм, чтобы помогать людям сопротивляться коммунистической агрессии. Ходоров продолжал защищать невмешательство, но по мере того, как продолжалась «Холодная Война», он утрачивал своё влияние: американское консервативное движение стало оплотом интервенционистской внешней политики в борьбе с советским экспансионизмом.
Несмотря на разногласия Ходорова со многими Правыми и, хотя они имели большое значения, он сохранял своё выдающееся положение даже после того, как покинул «Фримен» в 1955 году. Это было в значительной степени благодаря Межвузовскому обществу индивидуалистов (ISI), которое он основал совместно с Фрэнком Баклеем в 1953 году, и продолжал принимать в нём участие до самой смерти в 1966 году.

## Межвузовское Общество Индивидуалистов
В 1953 году Фрэнк Ходоров основал Межвузовское Общество Индивидуалистов (ISI) с Уильямом Фрэнком Баклеем в качестве президента, ставшее первой национальной консервативной студенческой организацией, достигшей численности 50 000 человек к концу века. В более поздние годы общество стало очень влиятельным как информационно-аналитический центр консервативных публикаций и как локус консервативного интеллектуального движения в Америке. Позднее оно превратилось в Институт Межвузовских Исследований.
В числе людей, на которых оказали влияние идеи Фрэнка Ходорова, которые стали продолжателями либертарного и консервативного движений, называют имена Уильяма Баклея (William F. Buckley), Мэдфорда Иванса, Мюррея Ротбарда, Эдмунда Опитца и Джеймса Мартина. После смерти Фрэнка Ходорова, Мюррей Ротбард написал в издании «Left and Right»:
«Я никогда не забуду тот глубокий трепет — трепет интеллектуального освобождения, который пронзил меня, когда я впервые встретился с именем Фрэнка Ходорова, еще за месяцы до нашей личной встречи. Будучи молодым аспирантом в области экономики, я всегда верил в свободный рынок и с годами становился все большим либертарианцем, но это чувство было ничем иным как тем заголовком, который вспыхнул в названии брошюры, на которую я случайно наткнулся в книжном магазине университета: „Налогообложение — это ограбление“ Фрэнка Ходорова. Это было искренне; возможно, изложено по-простому, но, стоит признать, сколько из нас, не говоря уже о том, сколько профессоров экономики в вопросах налогообложения, когда-либо высказывали такую сокрушительную и разрушительную правду?»

## «Холодная Война»
Непоколебимая защита Ходоровым индивидуализма и минимального государства также привела его к столкновениям с другими американскими правыми в отношении внешней политики. К концу 1950-х годов большинство консерваторов сошлись во мнении, что «неинтервенционизм» больше не является приемлемым вариантом; Советская власть была настолько необъятная и угрожающая, что Соединённым Штатам нужно было преследовать другую дорогостоящую войну — Холодную Войну. Ходоров возмутился. Советы, утверждал он, представляют угрозу для Соединённых Штатов только в том случае, только если американцы допустят её существование. Реальная опасность была не в том, что Советский Союз покорит Соединённые Штаты в военном отношении, а в том, что во имя сильной национальной обороны Соединённые Штаты предпримут действия, которые основательно коллективизируют нацию — на этот раз навсегда. «Увеличение власти государства в ответ на советскую угрозу, не победит социализм в России, но принесёт его Соединённым Штатам» («Increasing the power of the state in response to the Soviet menace would not defeat socialism in Russia but bring it to the United States»). По этим причинам он назвал Холодную Войну — «Войной за коммунизацию Америки».
По мнению Ходорова, Советский Союз не был жизнеспособным экспериментом; в конечном итоге он должен был разрушиться. Таким образом, Соединённым Штатам не нужно было вести активную борьбу против него. Ходоров любил утверждать: 
«Частный капитализм создает паровой двигатель; государственный капитализм создает пирамиды» («Private capitalism makes a steam engine; State capitalism makes pyramids»). 
Для него Советский Союз находился в процессе создания культовых пирамид, игнорируя при этом производство элементарных вещей, которые жизненно необходимы обществу.

## «Школа Свободы» в Колорадо
С 1957 года по 1961 год Фрэнк Ходоров преподавал в, учреждённой Робертом ЛеФевром, либертарианской «Школе Свободы» в Колорадо, позднее переименованной в Рэмпат Колледж.
«В первом выпускном классе интенсивной двухнедельной серии лекций школы по либертарианской экономике и философии было всего четыре ученика, но к концу 1968 года сотни учеников прошли программу. Среди приглашенных лекторов в школе были Фрэнк Ходоров, Ф. А. Харпер, Леонард Рид, Роуз Уайлдер Лейн, Ханс Сеннхольц и Рой Чайлдс»
В энциклопедии Американского Консерватизма указано, что Фрэнк Ходоров был признан величайшим педагогом сократической традиции.

## Последние годы жизни
В 1961 году, во время чтения своих лекций в Школе Свободы в Колорадо, у Ходорова случился инсульт, после которого он не смог оправиться, и постепенно отошёл от дел. Будучи светским человеком, в последние годы своей жизни Фрэнк Ходоров получил большую оценку от религиозных деятелей. Как признавался сам Ходоров, он был страстным поклонником вестернов.
Фрэнк Ходоров скончался в своей квартире в Нижнем Манхэттене 28 декабря 1966 года в возрасте 79 лет. Он оставил после себя, в наследие потомкам, множество своих трудов, несущих в себе силу свободолюбивого индивидуализма и непримиримого антиэтатизма. К 2018 году либертарианские идеи Фрэнка Ходорова дошли, наконец, и до России, в ноябре 2018 была впервые издана в печатном виде его книга «Налог: корень зла»..

## Темы работ Ходорова
В своих работах Фрэнк Ходоров пишет об антиэтатизме, анархо-индивидуализме, частной собственности и суверенитете личности человека. Основная идея Ходорова заключается в том, что государство и центральное правительство не должны вмешиваться в жизнь и собственность человека, и в деятельность местных органов власти штатов. Центральной темой в работах Ходорова является человек, его собственность и его свобода.
Государство не должно вести интервенционистскую политику во внешних делах, и не должно вмешиваться в дела других государств. Большой пласт работ Фрэнка Ходорова, касающийся внешней политики государств, и вообще политики невмешательства, посвящён антивоенной направленности. Ходоров утверждает, что война есть причина усиления и разрастания власти, и уничтожения прав и свобод человека: 
«Ежедневно мы должны повторять себе как „Отче Наш“, правду о том, что война является причиной обстоятельств, приводящих к бедности; что война ничем не оправдана; что никакая война не приносит пользы людям; что война — это инструмент, в соответствии с которым, имущие наращивают свое влияние на неимущих; что война повсеместно уничтожает свободу».
«Все войны заканчиваются, хотя бы временно. Но власть, приобретенная государством, сохраняется; политическая власть никогда не отрекается от престола» (Frank Chodorov, Charles H. Hamilton (1980). «Fugitive essays: selected writings of Frank Chodorov», Liberty Fund Inc.)
Фрэнк Ходоров последоваельно и бескомпромиссно выступает против налогообложения и отстаивает право частной собственности как основополагающее право человека для обеспечения индивидуальной свободы: 
«Независимо от того, что социализм есть, или как утверждается, его первым принципом является отрицание частной собственности. Все виды социализма, а их много, согласны с тем, что права собственности должны принадлежать политическому истеблишменту. Ни одна из схем, отождествленных с этой идеологией, таких как национализация промышленности или социализированная медицина, или отмена свободного выбора, или плановая экономика, не может вступить в действие, если правительство утвердит право человека на его собственность» (FEE Classic Reprint: The Source of Rights. The Individual’s Claim to His Property Must Be Recognized by Government)
Ещё более объёмным и наиболее категоричным направлением его работ является проблема налогообложения. По убеждению Ходорова, налогообложение, как факт насильственного изъятия имущества человека или дохода человека — является отрицанием существования частной собственности, и отрицанием остальных прав и свобод человека. По словам Ходорова, государство, вторгаясь в частную жизнь и собственность человека посредством налогообложения, прокладывает себе путь к дальнейшему интервенционизму в индивидуальные права и свободы, и их искоренению. Ходоров утверждает, что государство, начиная лишь с налогообложения доходов, приходит к овладению всей частной собственностью, и к социализму: 
«Франк Ходоров утверждает, что налогообложение — это акт принуждения, который нарушает индивидуальные права на собственность и, если его довести до логических пределов, приведет к овладению всем производством и собственностью в руках государства, то есть к социализму».
Избранные цитаты Фрэнка Ходорова о порочности и пагубности налогообложения: 
«Не может быть ни хорошего, ни справедливого налога; каждый налог основывается на принуждении» (Frank Chodorov (1947). «Taxation is Robbery …»)
«Институт налогообложения основывается на аксиоме о том, что кто-то еще должен управлять кем-то другим» (Frank Chodorov, Charles H. Hamilton (1980). «Fugitive essays: selected writings of Frank Chodorov», Liberty Fund Inc.)
«Налогообложение — это не что иное, как организованное ограбление, в отношении этого вопрос следует отбросить» (Frank Chodorov, Charles H. Hamilton (1980). «Fugitive essays: selected writings of Frank Chodorov», Liberty Fund Inc.)
«Какую роль играет государство в производстве, чтобы оправдать его грабеж? Государство ничего не дает; оно только берет» (Frank Chodorov (1947). «Taxation is Robbery …»)
«Поскольку государство процветает за счет того, что оно экспроприирует, общее падение производства, которое оно вызывает своей алчностью, предвещает его собственную гибель. Его источник дохода иссякает. Таким образом, разрушая Общество, оно разрушает себя.» (Frank Chodorov (1959). «Rise and Fall of Society»)
«Мы не сможем восстановить традиционную американскую свободу, пока не ограничим власть правительства в налогообложении» (Frank Chodorov (2007). «Income Tax: Root of All Evil», p.10, Ludwig von Mises Institute)
Главным сочинением Фрэнка Ходорова, где он указывает на налогообложение как на источник и корень всего зла в экономике страны и в социальной жизни общества, является его книга «Налог: корень зла»..

## След в художественной литературе
Лестер Нейл Смит III, более известный как Лестер Нейл Смит (12 мая 1946), американский политический активист и писатель либертарианской научной фантастики, пишущий в жанре альтернативной истории, трижды награждённый литературной Премией Прометей (американская премия, вручаемая Либертарианским Футуристическим Обществом за фантастические произведения, в которых присутствует «исследование возможностей свободного будущего, борьба за права человека (включая личную и экономическую свободу), драматизация вечного конфликта между индивидуумами и правительством, критический анализ трагических последствий злоупотребления властью»), за роман Бросок Вероятности, описывает альтернативный исторический сериал о Североамериканской Конфедерации, в котором Соединённые Штаты становятся либертарианским государством после успешного «Восстания Вискаря», свержения и расстрела Джорджа Вашингтона за измену родине в 1794 году. В 1933 году Фрэнк Ходоров избирается в Континентальный Конгресс, он становится преемником Генри Льюиса Менкена, после убийства последнего на дуэли в 1933 году. Фрэнк Ходоров служит 20-м президентом Североамериканской Конфедерации с 1933 по 1940 год. Его сменяет Роза Уайлдер Лейн, которая занимает пост 21-го президента с 1940 по 1952 год.

## Книга: «Налог: корень зла»
Фрэнк Ходоров написал, что подоходный налог, больше, чем любые другие законодательные изменения в американской истории, нарушает индивидуальные права человека, — основополагающий принцип свободного общества. В книге «Налог: корень зла» он обосновал, что налоги на прибыль отличаются от других форм налогов, поскольку они отрицают право частной собственности на прибыль и предполагают дальнейший государственный контроль над всеми остальными частными благами. «Государство наращивает власть и, из-за своей ненасытной жажды власти, оно не способно отказаться от нее. Государство никогда не отступится».
«Франк Ходоров утверждает, что налогообложение — это акт принуждения, который нарушает индивидуальные права на собственность и, если его довести до логических пределов, приведёт к овладению всем производством и собственностью в руках государства, то есть к социализму».
«Шестнадцатая поправка не ограничивает размер суммы, которое федеральное правительство конфискует у граждан. По сути дела, федеральное правительство, оставаясь в рамках закона, может изъять у гражданина весь его доход и своими действиями отбивает у граждан желание заниматься каким-либо полезным делом — зачем что-то делать, если все, что гражданин заработал, правительство заберет себе. Независимо от того, что каждый из нас думает об этой поправке, мы не можем игнорировать факт того, что она дает федеральному правительству США преимущественное право на собственность американских граждан.»
Проще говоря с принятием Шестнадцатой поправки в 1913 году на территории США было уничтожено право частной собственности. 
«Не нужно напоминать, что отсутствие института частной собственности является неотъемлемой частью социализма. При этом социалисты сходятся во мнении, что институт частной собственности является лишним, а вся собственность должна принадлежать государству. Тем не менее, ни один из подходов, обычно ассоциируемый с социализмом — национализация предприятий, государственная медицина, удушение свободы выбора или плановая экономика не будет работать в том случае, если государство признает право граждан на собственность. Именно поэтому все социалисты, начиная с Маркса, выступают за введение подоходного налога, и чем выше задрана налоговая планка — тем для них лучше.» (The Income Tax: Root of All Evil)

## Книги на русском языке
- Электронная книга Фрэнк Ходоров «Истоки Зла», изд. Сервис «Ridero.ru», Екатеринбург, 2016, ISBN 978-5-4483-0410-1
- Печатная книга Фрэнк Ходоров «Налог: Корень Зла», изд. Проект «Rustate.org», Москва, 2018, ISBN 978-5-91603-092-1.